# إف إم-7 (حاسوب)

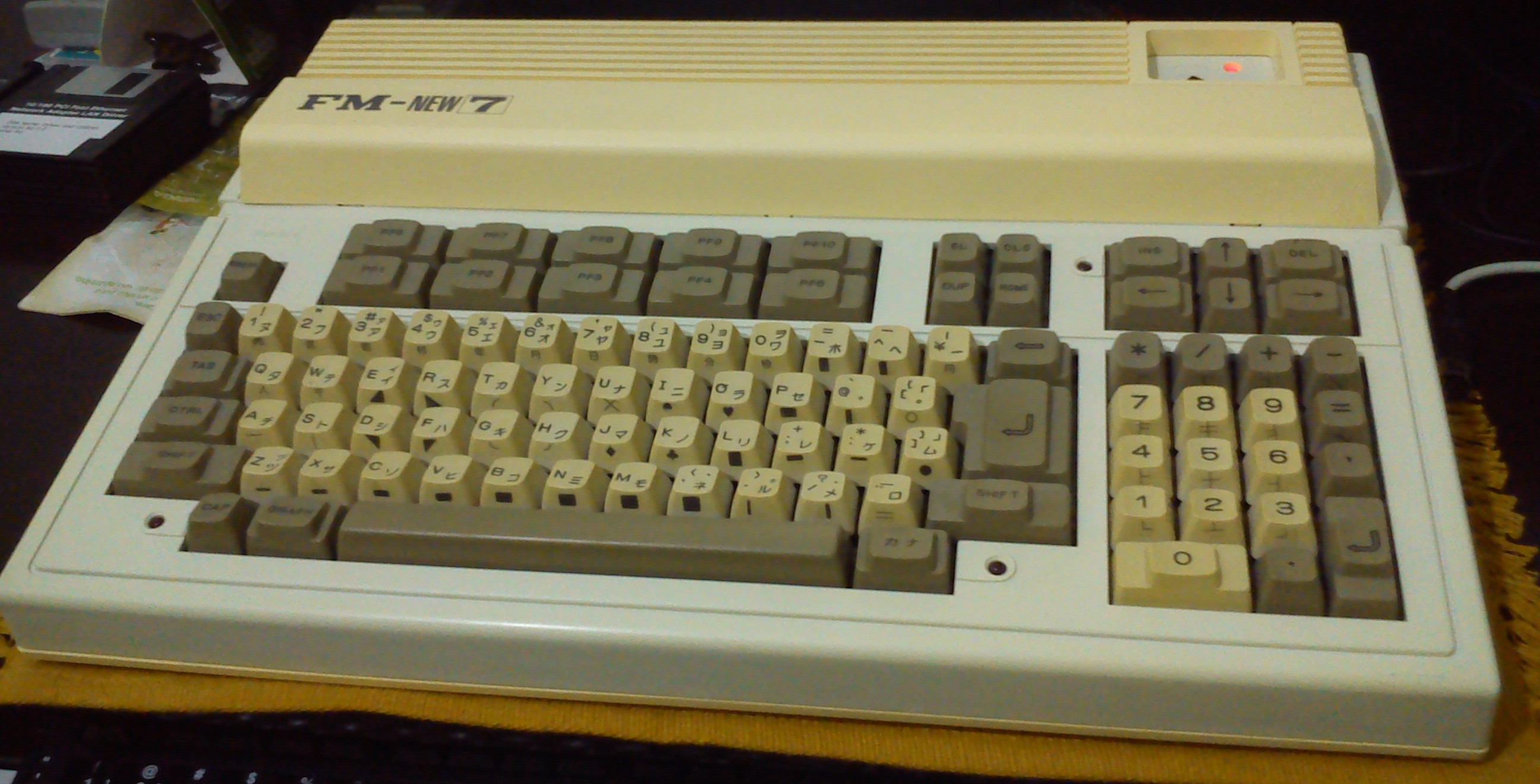
نظام الحاسب إف إم- نيو7

إف إم-7 (بالإنجليزية: FM-7) ، وهما كلمتان مختصرتان لعبارة فوجيتسو ميكرو 7 ("Fujitsu Micro 7") والتي تلقب في حينها إف إم-8 جونيور، وهو نظام الحاسب المنزلي ومن إنتاج شركة فوجيتسو اليابانية سنة 1982م، وأحد الأجهزة المتطورة والمستحدثة يدعى جهاز إف إم-8.

## استخداماته
يستخدم الحاسوب في الغالب لصناعة ألعاب الفيديو الإلكترونية واستخدامه.

## وصلات خارجية
- Fujitsu FM 7, OLD-COMPUTERS.COM Museum
- The Fujitsu FM-7, 8-Bit Computer Page, Larry's Homepage
- Oh!FM-7 museum